# Mesaba (navire)
Le Mesaba, ex Winifreda, est un paquebot mixte utilisé sur la ligne de l'Atlantique nord, lancé en 1897 et connu pour avoir envoyé un message télégraphique au Titanic, lui indiquant avec précision la position des glaces situées sur sa route. Coulé en 1918 par le SM UB-118 en mer d'Irlande, son épave est localisée et identifiée en 2022.

## Histoire

### Winefreda
Le navire, alors nommée Winefreda, est commandé par la Wilson, Furness & Leyland Line, compagnie issue de la fusion, en 1896, entre la Leyland Line, la Wilson Line et la Furness Withy & Co (en).

### Mesaba
Le Mesaba appareil, chargé en ballast, de Liverpool le 31 août 1918. Il intègre ce même jour le convoi combiné OL32/OE21 pour faire route vers Philadelphie. Il est coulé le 1er septembre 1918 par le sous-marin allemand SM UB-118, de type Unterseeboot type UB III, commandé par Hermann Arthur Krauß, à environ 21 milles, dans l'E1/4N du rocher Tuskar Rock en mer d'Irlande.